# Йордан Иванов (офицер)
Вижте пояснителната страница за други личности с името Йордан Иванов.
 Йордан Ангелов Иванов е български офицер, полковник.

## Биография
Йордан Ангелов Иванов е роден на 12 май 1867 година в София, тогава в Османската империя, днес в България. Завършва Военното училище в София през 1887 година. Почива от рани във военна полева болница край Карамурат на 27 ноември 1916 година през Първата световна война като полковник, командир на Шестнадесетия пехотен ловчански полк. Сражава се на фронта в Добруджа в победоносните сражения срещу румънските и руските войски. Загива от неприятелски руски снаряд. Погребан е във Военното гробище музей в Добрич. За бойни отличия и заслуги във войната е награден посмъртно с орден „За храброст“, IV степен.
На негово име през 1942 година е преименувано добричкото село Полковник Иваново.

## Военни звания
- Подпоручик (7 ноември 1887)
- Поручик (7 ноември 1890)
- Капитан (1 януари 1896)
- Майор (19 септември 1906)
- Подполковник (22 септември 1912)
- Полковник (14 март 1915)